# 안젤로 마르코니
안젤로 마르코니(Angelo Marconi, 1977년 7월 4일 ~ )는 베네수엘라의 포르노 배우이다.

## 수상 및 후보
- 2010년 그래비 어워즈 - 핫티스트 바텀상
- 2010년 그래비 어워즈 - 올해의 배우상 후보
- 2011년 그래비 어워즈 - 핫티스트 바텀상
- 2011년 그래비 어워즈 - 올해의 배우상 후보
- 2012년 XBIZ 어워즈 - 올해의 배우상 후보